# Rinspeed sQuba
Rinspeed sQuba é um automóvel da Rinspeed, exibido pela primeira vez no Salão Automóvel de Genebra em março de 2008. É o primeiro carro submarino alguma vez produzido.

## História

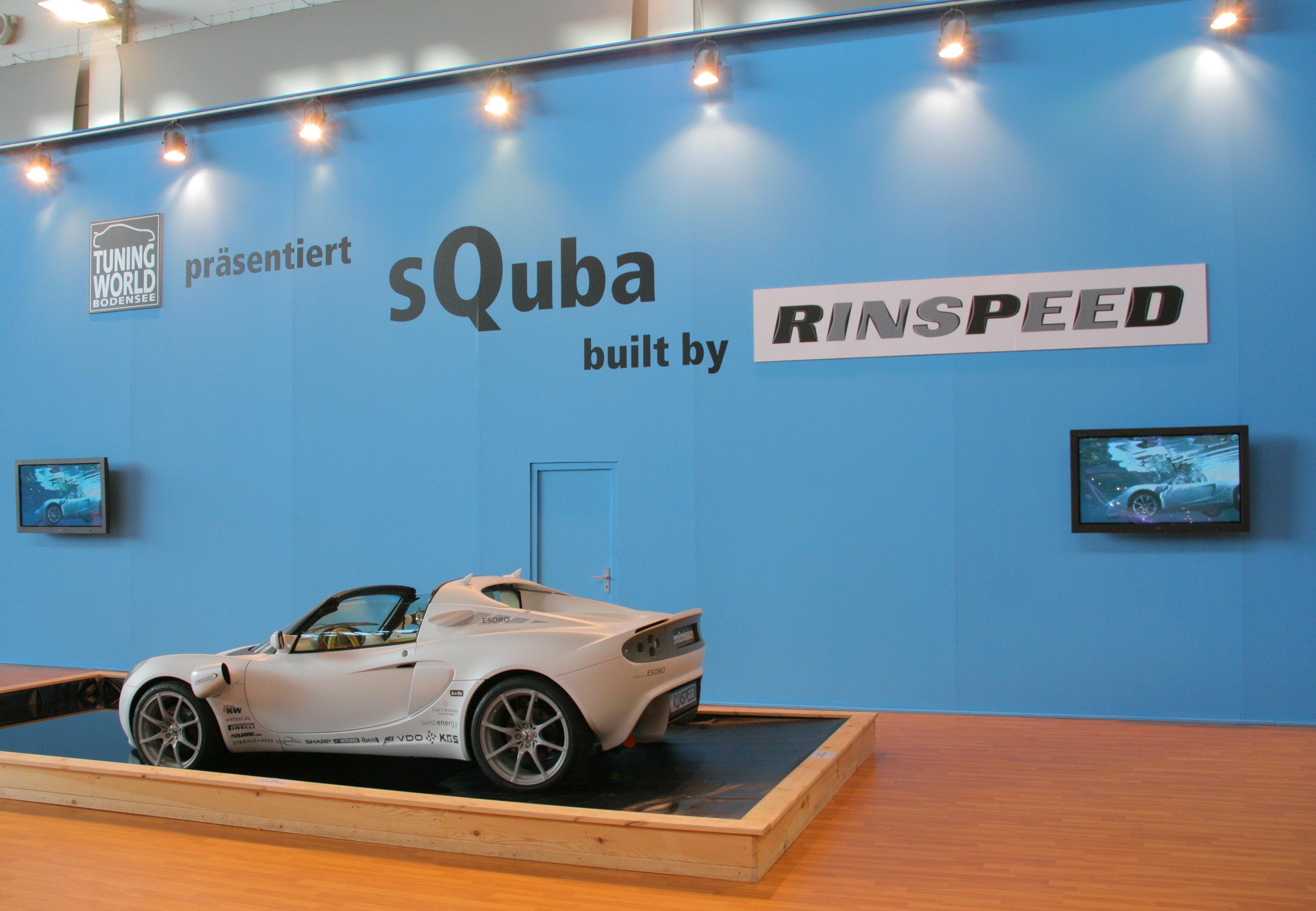
O sQuba em exposição.

Desenvolvido a partir de um Lotus Elise, ele teve sua inspiração nos carros de James Bond, no filme 007 O Espião que me Amava. e no Mach 5 de Speed Racer

## Características
É alimentado eletricamente por três baterias de ión de lítio recarregáveis. Pode conduzir diretamente para o mar e flutuar até que uma escotilha seja aberta para permitir que a água inunde o corpo e gradualmente afunde o carro. Debaixo de água, voa efetivamente a uma profundidade de dez metros.